# Sjunik
Sjunik (armenisch Սյունիքⓘ [sjuˈnikʰ], wissenschaftliche Transliteration Syunik‘ marz) ist die südöstlichste Provinz Armeniens. Auf 4506 km² leben 119.873 Menschen (Stand 2011). Provinzhauptstadt ist Kapan.
Sjunik grenzt im Nordwesten an die Provinz Wajoz Dsor, im Osten an Aserbaidschan, im Süden an Iran und im Westen an die aserbaidschanische Exklave Autonome Republik Nachitschewan. Bis 2020 grenzte im Osten die international nicht anerkannte Republik Arzach an.
Entlang der Grenze zu Nachitschewan verläuft der – mit Ausnahme des Vulkans Aragaz – höchste Teil des Armenischen Hochlandes auf dem Territorium Armeniens, der Sangesurkamm mit seinem höchsten Gipfel Kaputdschugh (3905 m).
Weitere Städte in der Provinz Sjunik sind neben Kapan Goris, Kadscharan, Meghri und Sissian sowie die in den 1990er-Jahren zu Städten erhobenen früheren Siedlungen städtischen Typs Agarak und Dastakert. Neben diesen sieben Stadtgemeinden gibt es 102 Landgemeinden mit insgesamt 127 Dörfern; die größten Dörfer (mit jeweils über 1000 Einwohnern) sind Angeghakot, Brnakot, Chndsoresk, Karahundsch, Kornidsor, Schaki, Schinuhajr, Tegh und Werischen (Stand 2011).
Da sich in Sjunik bei der Kleinstadt Agarak der einzige Grenzübergang Armeniens mit Iran befindet und die Grenzen zur Türkei und Aserbaidschan geschlossen sind, hat die Provinz für den Außenhandel Armeniens eine besondere Bedeutung.
Die Provinz wurde während der administrativen Neuordnung im Rahmen der Dezentralisierung 1995 aus den seit 1930 in der Armenischen SSR der Sowjetunion bestehenden Rajons Goris, Meghri, Kapan (bis 1990 Kafan) und Sissian sowie den rajonfreien Städten Goris und Kapan gebildet.